# Bythiolophus acanthinus
Bythiolophus acanthinus är en sjöstjärneart som beskrevs av Fisher 1916. Bythiolophus acanthinus ingår i släktet Bythiolophus och familjen Zoroasteridae.
Artens utbredningsområde är Sulawesi. Inga underarter finns listade i Catalogue of Life.